# (10464) Jessie
(10464) Jessie est un astéroïde de la ceinture principale.

## Description
(10464) Jessie est un astéroïde de la ceinture principale. Il fut découvert le 17 septembre 1979 à Harvard par l'observatoire de l'université Harvard. Il présente une orbite caractérisée par un demi-grand axe de 2,29 UA, une excentricité de 0,13 et une inclinaison de 4,6° par rapport à l'écliptique.

## Compléments